# Драма (фильм, 2025)
«Драма» (англ. The Drama) — будущий американский романтический фильм режиссёра Кристоффера Боргли по его же сценарию. Главные роли исполнят Зендея, Роберт Паттинсон, Мамуду Ати и Алана Хаим.

## Сюжет
Пара готовится к свадьбе, но за несколько дней разразится кризис и «неожиданные откровения разрушают то, что, как они думали, они знали друг о друге».

## В ролях
- Зендея
- Роберт Паттинсон
- Мамуду Ати
- Алана Хаим

## Производство
Сценаристом и режиссёром фильма стал Кристоффер Боргли, продюсерами — Ари Астер, Ларс Кнудсен и Тайлер Кампеллоне. Главные роли получили Зендея и Роберт Паттинсон. В октябре 2024 года к актёрскому составу присоединились Мамуду Ати и Алана Хаим.
Основные съёмки начались 21 октября 2024 года в Великобритании, также съёмки пройдут в Бостоне.